# Miłosz Magin

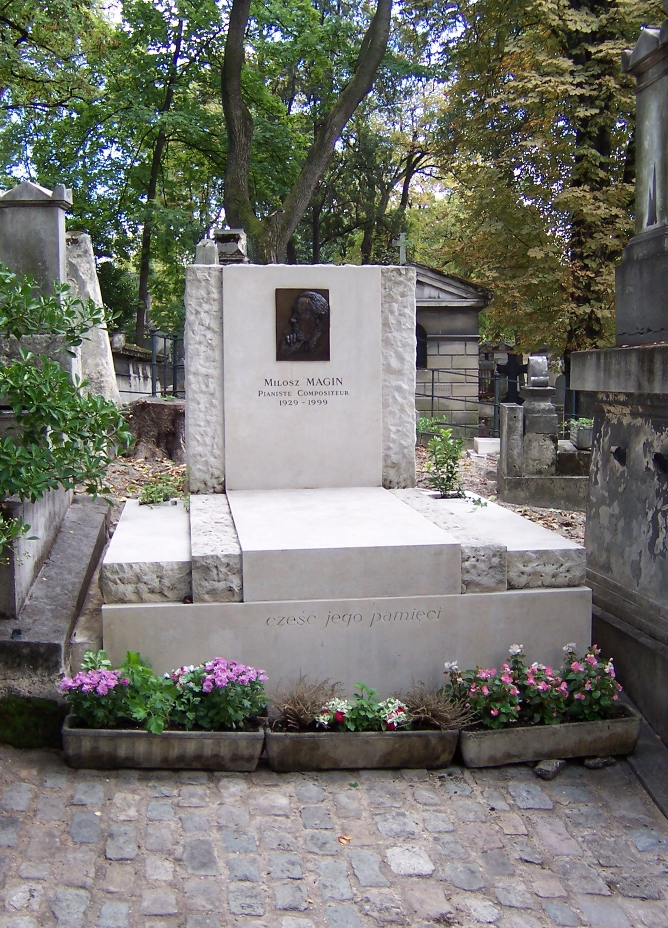
Tomba de Magin a París.

Miłosz Magin   (Łódź, 6 de juliol de 1929 - Bora-Bora, 4 de març de 1999) fou un compositor i pianista polonès.

## Biografia
Nascut a Łódź, Polònia, Miłosz Magin va mostrar habilitats musicals considerables des de ben petit. Va ser estudiant de piano de Margerita Trombini-Kazuro; també va estudiar composició amb Kazimierz Sikorski i Jan Maklakiewicz (a qui considerava el seu pare espiritual). Magin també va estudiar violí, violoncel i ballet. El 1957 va completar els seus estudis de piano, composició i direcció, i es graduà a l'Acadèmia de Música de Varsòvia. F. Chopin amb la màxima distinció.
Miłosz Magin va guanyar premis en diversos concursos internacionals importants: el 5è Concurs Internacional de Piano Frédéric Chopin, celebrat a Varsòvia el 1955, el 6è premi al Concurs Marguerite Long-Jacques Thibaud, celebrat a París el 1957, i el Concurs Internacional Vianna da Motta de Lisboa.
Va abandonar el seu país natal junt amb la seva dona Idalia Magin i va viure a Portugal, Alemanya i Anglaterra, fins a instal·lar-se definitivament a París el 1960.
La seva carrera com a solista internacional es va veure interrompuda el 1963 per un accident de cotxe on es va trencar el canell esquerre. Tanmateix, amb un coratge notable, va recuperar les seves habilitats interpretatives, i el 1968 va començar a enregistrar les obres completes de Chopin per a Decca, que ara es considera una gravació de referència (la reedició completa en CD va ser feta per Universal el 2000). Durant aquests anys de reeducació, va tornar a la composició, a la qual ja s'havia acostat als 16 anys. A partir de llavors, es va dedicar a ella com a prioritat fins al final de la seva vida.
Va deixar un cos considerable de música: obres de piano, incloent quatre sonates i col·leccions per a joves pianistes, diversos concerts (quatre per a piano, dos per a violí, un per a violoncel i clarinet), dues simfonies i un ballet, així com obres vocals i orquestrals. Sense estar lligada a cap estil musical en particular, la música de Miłosz Magin destaca pel seu equilibri entre melodia, harmonia i joc rítmic. Sovint s'inspirava en els ritmes de la seva Polònia natal. Apreciat pel públic, les seves obres ara es graven i es publiquen, i apareixen al repertori de grans intèrprets.
Prodigiós virtuós de piano, va fer regularment concerts en diferents països de tot el món, on principalment interpretava obres de Chopin, el seu compositor favorit, sinó també obres de Mozart i diversos compositors polonesos, francesos i russos, així com la seva pròpia música.
A més de la seva carrera com a concertista i compositor, Miłosz Magin es va convertir en professor, i va incloure entre els seus estudiants Jean-Marc Luisada.
El 1985, amb el suport de la seva dona, també pianista, va fundar el Concurs Internacional de Piano Miłosz Magin. Dedicat al descobriment de joves talents internacionals i a la promoció de la música polonesa, aquesta competició se celebra cada dos anys a París.
Va morir 4 de març del 1999 d'una aturada cardíaca, durant una gira de concerts a Tahití al Festival Chopin, de la qual n'era el convidat d'honor. Descansa al cementiri del Père-Lachaise, a poques passes de Chopin.